# Mortimer Taube
Mortimer Taube (Jersey City, 6 de dezembro de 1910 - Annapolis, 3 de setembro de 1965) foi um bibliotecário norte-americano. Foi o criador do método unitermo e autor, em 1967, do livro Computers and Common Sense, traduzido no Brasil como Os Computadores, O Mito das Máquinas Pensantes. O Unitermo era composto por um conjunto de fichas, onde cada ficha continha uma única palavra e os números dos documentos associados a esta palavra. O Unitermo era fundamentado na hipótese de que cada ideia poderia ser representada por uma única palavra. A evolução do Unitermo levou à criação do primeiro tesauro, desenvolvido pelo Centro de Engenharia de Informação DuPont em 1959.